# Jean Félix-Paganon
Jean Félix-Paganon, né le 10 juin 1951 à Casablanca (Maroc), est un diplomate français.

## Biographie
Jean-Félix Paganon est le fils d'un couple de cadres de sociétés. Il étudie au lycée Janson-de-Sailly, puis est diplômé de l’institut d’études politiques, et de l’institut national des langues et civilisations orientales (arabe littéral). Il passe le concours pour le recrutement de secrétaires des Affaires Étrangères, et rejoint le Ministère des Affaires Étrangères le 1er janvier 1979.
En 1991, il est porté au grade de capitaine de la gendarmerie française.
Ambassadeur de France en Égypte de 2008 à 2012 durant la période délicate de la révolution égyptienne de 2011, il est ensuite chargé de mission sur la question du Sahel et d'Al-Qaïda au Maghreb islamique auprès du ministre des Affaires étrangères Laurent Fabius, avant d'être brutalement remercié en février 2013 à la suite de l'éclatement des conflits au Mali.
Il est nommé ambassadeur de France au Sénégal en juin 2013 puis en Gambie en juillet 2014.
En avril 2015, Jean-Félix Paganon s'exprime sur l'affaire Karim Wade et affirme « qu’un non-lieu pour Karim serait une surprise », provoquant des troubles au sein de l'opposition qui l'accuse d'ingérence,.
En février 2016, Jean-Félix Paganon salue le choix du président Macky Sall de respecter la décision du conseil constitutionnel qui l'oblige à rester deux ans de plus au pouvoir, affirmant qu'il ne peut s'opposer à la justice de son pays,. En parallèle, dans l'affaire qui oppose la SIPL à la Société générale de banques au Sénégal, il use de sa position diplomatique pour éviter que la banque française ne se plie à la décision de la cour de justice sénégalaise.
C'est un proche de Jean-Pierre Chevènement[réf. nécessaire].

## Postes
- 1979 : Direction de l’Afrique du Nord et Levant
- 1979-1981 : troisième puis deuxième secrétaire à Amman
- 1982-1983 : premier secrétaire à Amman
- 1983-1985 : membre de la délégation française au Conseil de l’Atlantique Nord, à Bruxelles
- 1985-1986 : membre de la délégation française à la Conférence sur le désarmement en Europe, à Stockholm
- 1986-1988 : membre de la délégation française à la Conférence sur la sécurité et la coopération en Europe, à Vienne
- 1988-1989 : délégué dans les fonctions de sous-directeur du Moyen-Orient à l’administration centrale (Afrique du Nord et Moyen-Orient)
- 1989-1991 : conseiller diplomatique au cabinet Jean-Pierre Chevènement, alors Ministre de la Défense[1]
- 1991-1994 : deuxième conseiller à la mission permanente française auprès de l’Organisation des Nations unies, à New York
- 1994-1997 : directeur de la Commission politique de l’Union de l’Europe Occidentale
- Mai 1997 - mai 1999 : ambassadeur de France à Koweit[8]
- 1999-2003 : directeur du Département des Nations unies et des organisations internationales à l'administration centrale
- 2003-2006 : ambassadeur de France en Afrique du Sud, à Prétoria
- 2006-2008 : directeur d’Afrique du Nord et Moyen-Orient à l'administration centrale
- 2008-2012 :  ambassadeur de France en Égypte, au Caire
- 2012-2013 : chargé de mission sur la question du Sahel et d'Al-Qaïda au Maghreb islamique (Aqmi)[9].
- Juillet 2013 - avril 2016 : ambassadeur de France au Sénégal[10],[11]

## Distinctions
- Officier de la Légion d'honneur Il est promu officier le 31 décembre 2010[12]après avoir été fait chevalier le 29 mars 2002[13].
- Chevalier de l'ordre national du Mérite (8 novembre 1995)[14]

## Vie privée
Jean-Félix Paganon a une fille, Mathilde, d'un premier mariage. Il se marie en secondes noces le 8 octobre 1998 à Marie-Hélène Maysounave, également diplomate (conseillère technique au cabinet d’Hubert Védrine, alors ministre des Affaires étrangères).